# Idrottsföreningen Kamraterna Klagshamn
L'Idrottsföreningen Kamraterna Klagshamn, noto semplicemente come IFK Klagshamn, è una società calcistica svedese con sede a Klagshamn, un quartiere di Malmö. Fondato nel 1921, nella stagione 2021/2022 milita nella Division 5, il settimo livello del campionato polacco

## Storia
Il club è stato fondato il 9 ottobre 1921 da 12 giovani.
Fin dalla sua fondazione, l'IFK Klagshamn ha partecipato principalmente alle divisioni medie e inferiori del campionato di calcio svedese.
Il miglior piazzamento del Klagshamn è stato il 1º posto nella Division 2, il quarto livello del calcio svedese. Per gravi situazioni economiche, però, il club non potette iscriversi nella Division 1. Gli anni successivi furono un vero disastro, infatti all'inizio il club salutò la Division 2, compiendo l'impresa di riuscire a collezionare un solo punto, contro il FC Rosengård pareggiando 3-3, in 22 partite disputate (subendo ben 127 goal). Nel 2013 l'IFK Klagshamn retrocederà in Division 4, e nel 2014 in Division 5. Solo nel 2019 il club riuscirà a tornare in Division 4, arrivando al 2º posto in classifica, vincendo poi i playoff

## Strutture

### Stadio
Disputa le partite interne al Klagshamns IP.

## Palmarès

### Competizioni nazionali
- Division 2: 1

2011